# 林真
林 真（林 眞、はやし まこと、1884年（明治17年）10月6日 - 1969年（昭和44年）5月31日）は、大日本帝国陸軍軍人。最終階級は陸軍少将。

## 経歴・人物
岡山県出身。1905年（明治38年）3月に陸軍士官学校第17期卒業。翌月、陸軍歩兵少尉に任官する。1910年（明治43年）陸軍大学校へ入校し、1913年（大正2年）同校第25期卒業。
1929年（昭和4年）8月に陸軍歩兵大佐・姫路連隊区司令官、1931年（昭和6年）8月に歩兵第74連隊長を経て、1934年（昭和9年）3月5日に陸軍少将に進級と同時に待命、同月24日に予備役に編入。
のち召集され、1945年（昭和20年）3月に大田陸軍兵事部長兼大田地区司令官に任ぜられ、終戦を迎えた。
1947年（昭和22年）11月28日、公職追放仮指定を受けた。

## 栄典
- 1940年（昭和15年）8月15日 - 紀元二千六百年祝典記念章[6]